# 1456
Cette page concerne l'année 1456  du calendrier julien.
L'année 1456 est une année bissextile qui commence un jeudi.

## Événements
- 24 janvier : pose de la première pierre du château du Hâ, construit après la bataille de Castillon (1453), pour abriter une partie des troupes royales constituant la garnison de Bordeaux[1].
- 6 février : le roi Ladislas de Hongrie réunit une diète à Buda. Elle décrète la levée générale de l’armée et demande au pape Calixte III d’envoyer une flotte dans les Détroits[2].
- 16 - 25 février : Traité de Iajelbitsy. Alliance entre Moscou et Novgorod[3].

- 13 mars : première bulle Inter caetera.  Le pape Calixte III Borgia reconnaît le monopole des Portugais dans l’Atlantique et jusqu'aux Indes (Usque ad Indos)[4].

- Printemps : la Moldavie verse 2 000 ducats or vénitiens de tribut annuel à la Porte[5] (42 000 en 1710[6]).

- 6 avril : la diète de Buda décide de prendre les armes contre les Turcs en août[2].

- 1er mai : le navigateur vénitien Alvise da Ca'da Mosto et le Génois Uso di Mare (de), qui naviguent pour le compte du Portugal, aperçoivent les îles du Cap Vert[7].
- 31 mai : arrestation du duc d’Alençon accusé d’avoir sollicité le duc d’York de faire une descente dans le Cotentin et en Picardie ; il est condamné à mort le 28 août et sa peine commuée en prison à vie[8].

- 4 juin :  les Turcs ottomans s'emparent d'Athènes[2]. Le duc Francesco II Acciaiuoli résiste sur l'Acropole jusqu'en juin 1458.
- 9 juin :
  - Paix entre la Moldavie et l’Empire ottoman : le commerce ottoman s’ouvre au marchands de Cetatea Alba[9].
  - Passage de la Comète de Halley[10]
- 11 juin : la flotte pontificale envoyée contre les Turcs en mer Égée sous le commandement du cardinal Ludovic Trevisan quitte Ostie pour Naples, puis la Sicile (6 août)[11].

- 3 juillet : Jean Hunyadi envoie Vlad Dracula à Brașov pour organiser la défense de la Transylvanie[12].
- 4 juillet : début du siège de Belgrade[13].
- 7 juillet, Rouen : fin du procès de réhabilitation de Jeanne d'Arc, instruit par Estouteville et Longueil[14].
- 14 juillet, Belgrade : les forces de Jean Hunyadi dispersent la flotte turque sur le Danube[15].
- 21 - 22 juillet : galvanisés par Jean de Capistran, les Croisés, sous les ordres de Jean Hunyadi, parviennent à desserrer l'étau turc autour de Belgrade[15], obligeant le sultan Mehmed II, blessé d'une flèche, à fuir. Jean Hunyadi repousse les 120 000 Turcs de Mehmed II jusqu’en Bulgarie.

- 11 août : Jean Hunyadi meurt de la peste[15]. À sa mort, Vlad marche sur la Valachie[16].

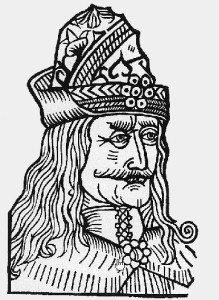
Vlad III l'Empaleur (la source de la légende de Dracula) devient prince de Valachie.

- 22 août : Vladislav II de Valachie, surpris et trahis par des boyards valaques mécontents, trouve la mort à Târgsor dans des circonstances obscures. Vlad III l'Empaleur devient prince de Valachie[17].
- 30 août : révolte du dauphin Louis qui fuit auprès du duc de Bourgogne Philippe le Bon[18].

- 6 septembre : Vlad III, après avoir organisé la levée des impôts, prête serment de fidélité au roi de Hongrie Ladislas le Posthume et conclut le traité de Brașov avec les Saxons de Transylvanie où il abandonne provisoirement la politique monétaire de son prédécesseur. Peu après, une ambassade du sultan lui réclame le paiement du tribut et la livraison d’un de ses fils comme otage (10 septembre). Seul face aux Turcs, Vlad doit accepter de se rendre à Constantinople pour payer 10 000 ducats d’or annuels et prêter hommage au sultan (1456-1458)[19]. À l’automne, Vlad tente de récupérer ses fiefs transylvains de Făgăraş et d’Almaş, ce qui provoque la rupture avec le roi de Hongrie. Il fait frapper un ban d’argent de 0,40 gramme, figurant une comète, qui marque la rupture de l’union monétaire de la Valachie avec la Hongrie (1456-1457).

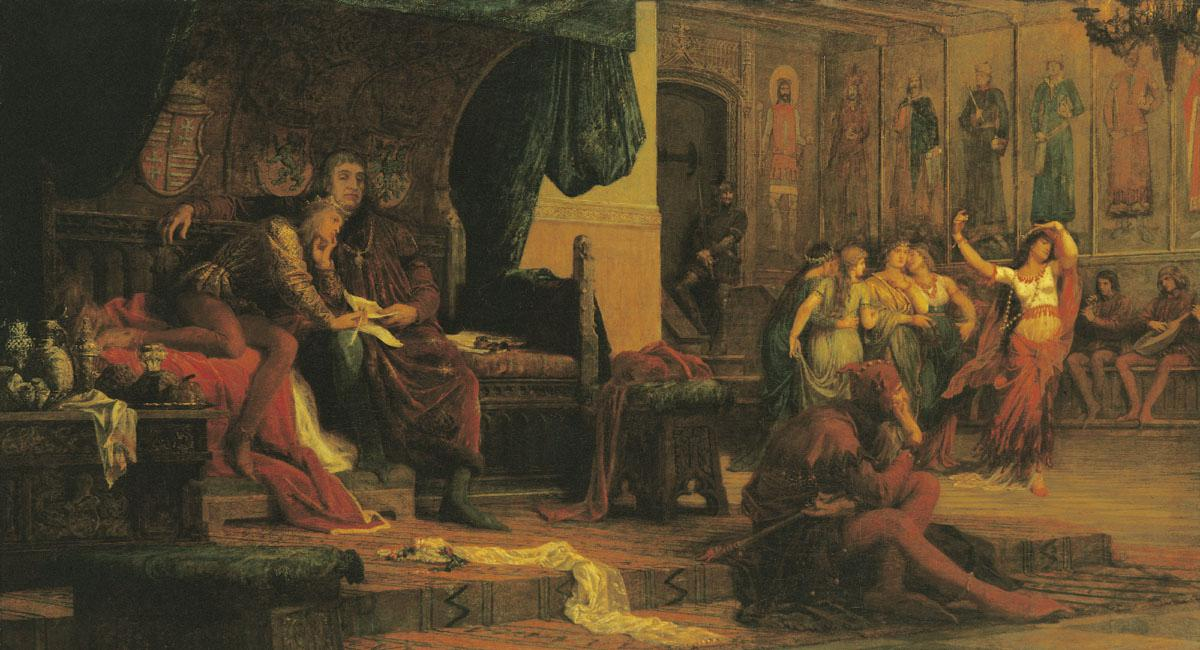
Le jeune roi Ladislas et Ulrich de Celje, huile sur toile, 1870

- 13 octobre - 8 novembre : diète hongroise à Futak[20]. Ladislas le posthume est emmené de Vienne en Hongrie par le magnat Ulrich de Cillei (Celje), hostile à la famille Hunyadi. Le jeune roi se fait complice de l’exécution de Stanislas Hunyadi, frère de Jean, puis rejoint Prague où il prépare son mariage avec Madeleine de Valois, fille de Charles VII de France.
- 17 octobre : inauguration de l'université de Greifswald[21].
- 9 novembre : Ulrich de Celje, époux de la fille du despote serbe Jurij Branković, est tué à Belgrade par les nobles hongrois conduits par László Hunyadi, fils de Jean[2]. En l’absence d’héritier direct, les terres des Celje reviennent aux Habsbourg.
  - Le roi Ladislas V jette en prison les deux fils Hunyadi, László et Mátyás. László est décapité (16 mars 1457) et Mátyás emprisonné à Prague[2]. Mais le parti des Hunyadi continue à jouir d’une grande popularité et la révolte éclate en Transylvanie sous la conduite de la veuve de László, Élisabeth, et de son frère le Mihály Szilágyi.
- 1er décembre : Warwick devient gouverneur de Calais[22].

- 5 décembre[23] : un tremblement de terre dans le royaume de Naples fait de 20 000 à 70 000 victimes[24].
- Nuit du 24 au 25 décembre : Villon commet un vol avec effraction au collège de Navarre, ce qui l’oblige à quitter de nouveau Paris[25].
- Décembre : la flotte pontificale arrive à Rhodes[26].

- Mehmet II ordonne la frappe de monnaie d’or imité du florin, le firengi filuri (florin franc). Elle reste une monnaie de prestige, et les transactions extérieures se font en ducats vénitiens comme unité de compte[27].

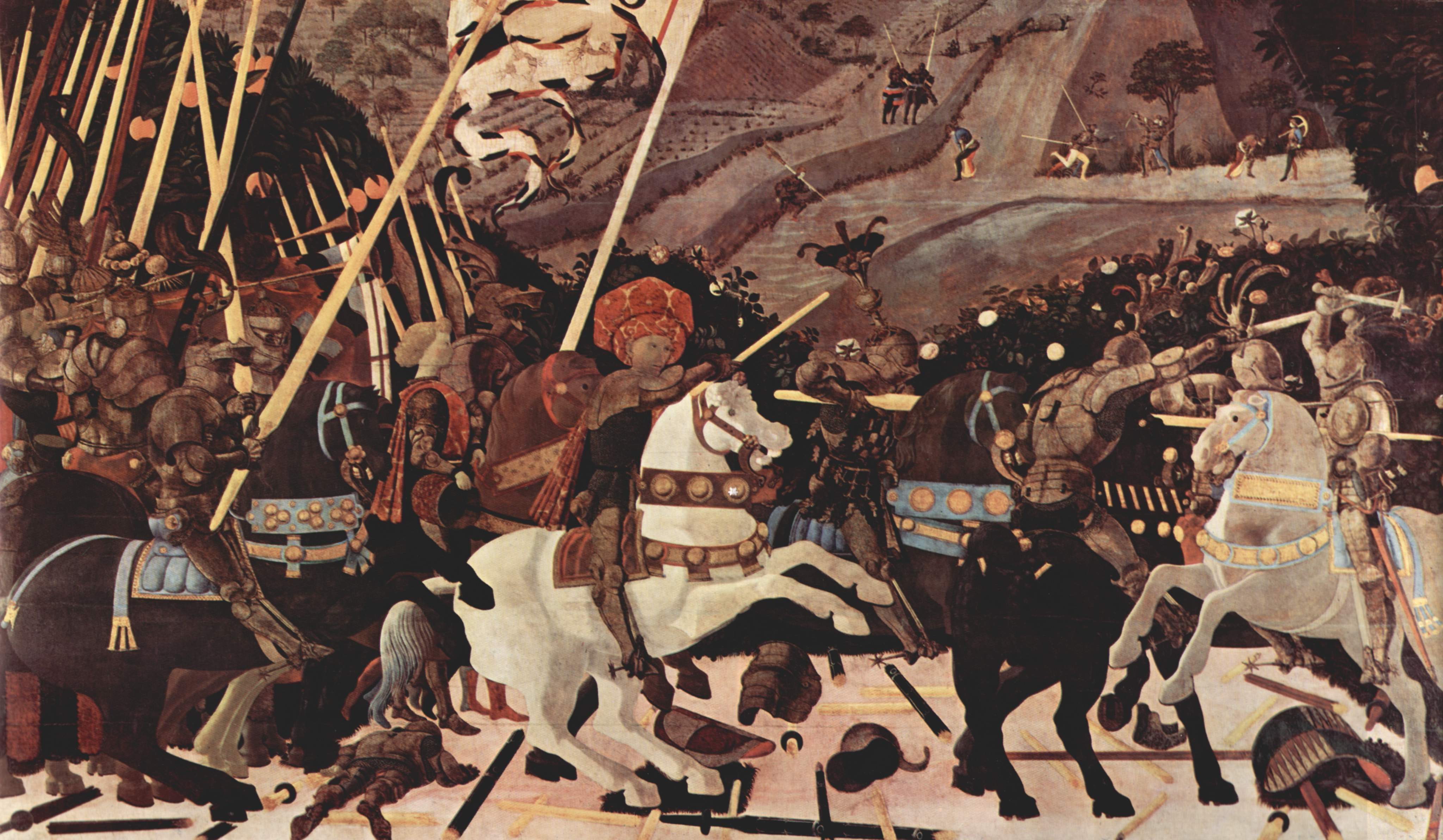
Bataille de San Romano, de Paolo Uccello. Un des trois panneaux

## Naissances en 1456
- Jean Bourdichon, enlumineur et peintre de cour.

## Décès en 1456
- 11 août : Jean Hunyadi
- 23 octobre : Jean de Capistran, prédicateur franciscain.
- 25 novembre : Jacques Cœur, ancien Grand Argentier du roi Charles VII. (° 1400).
- 4 décembre : Charles Ier de Bourbon, duc de Bourbon et d'Auvergne.